# Pyrura modrobradý
Pyrura modrobradý (Pyrrhura cruentata) je druh papouška z čeledi papouškovitých.

## Výskyt

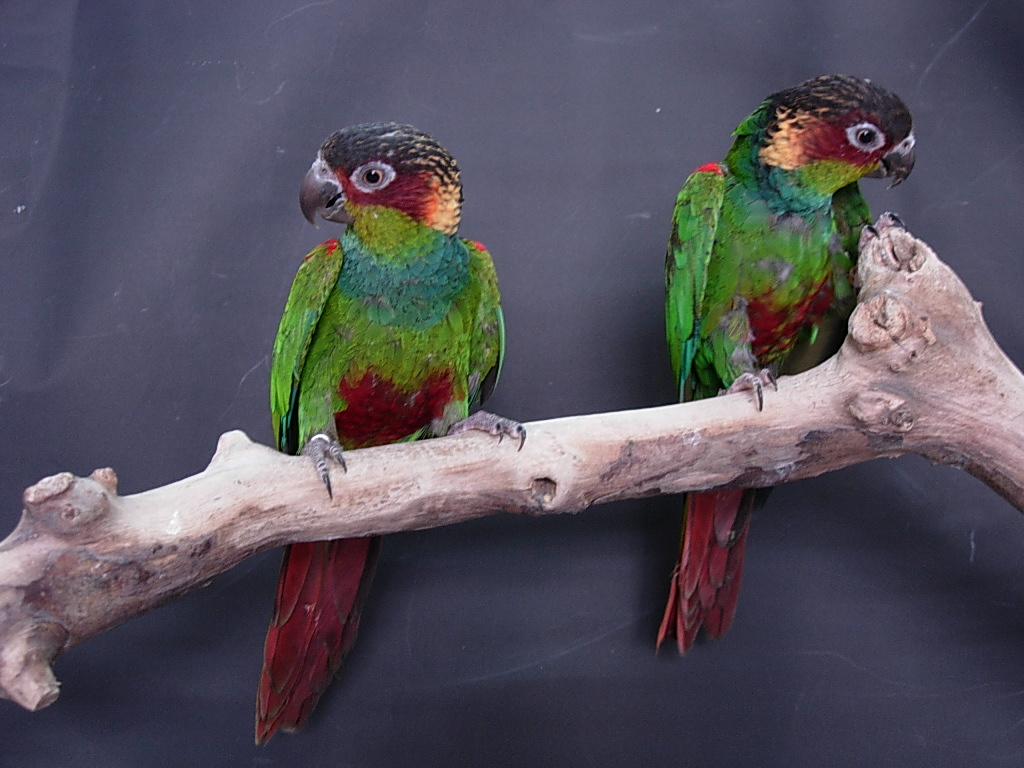
Dvojice pyrurů modrobradých

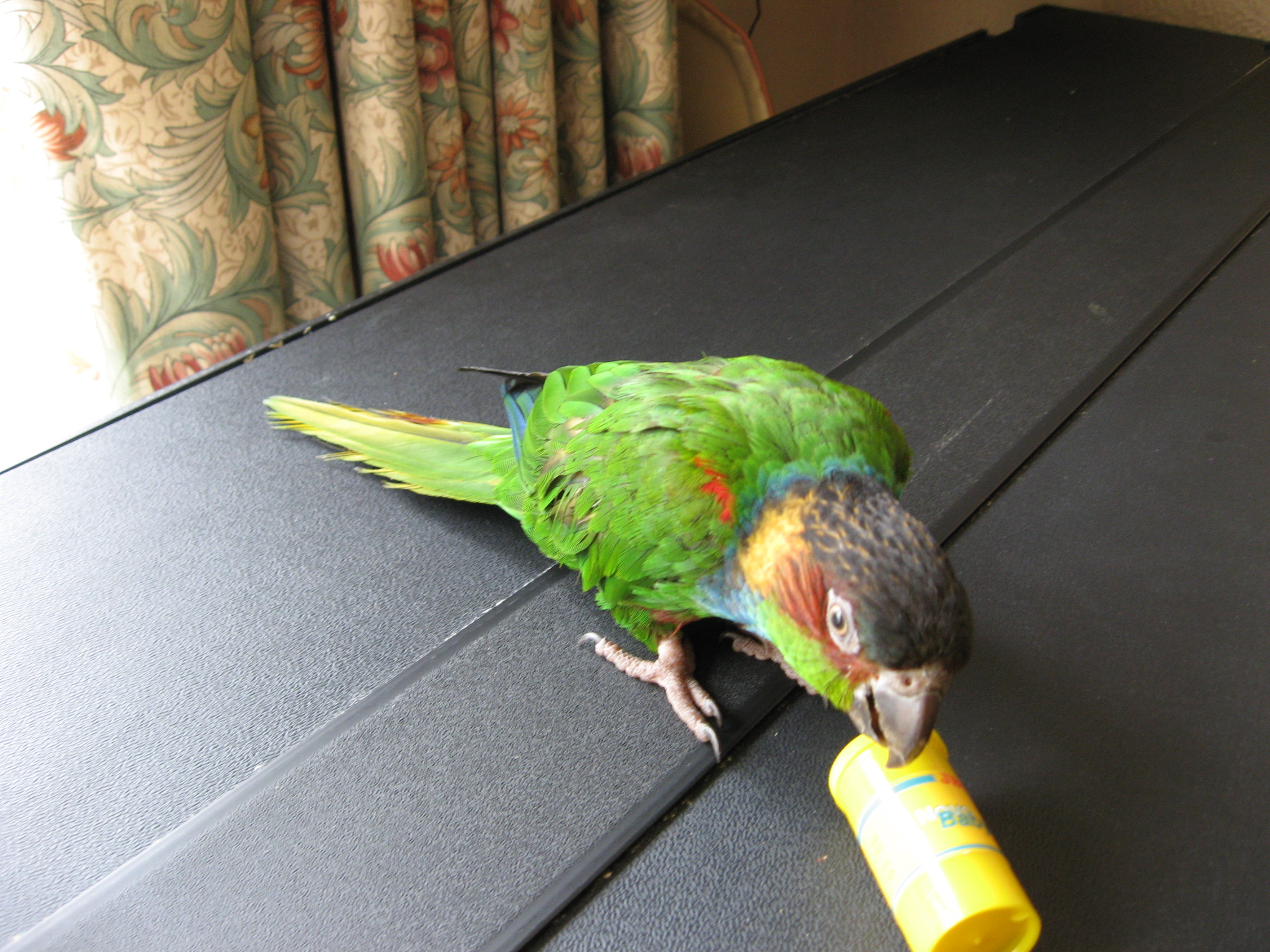
Pyrura modrobradý s hračkou

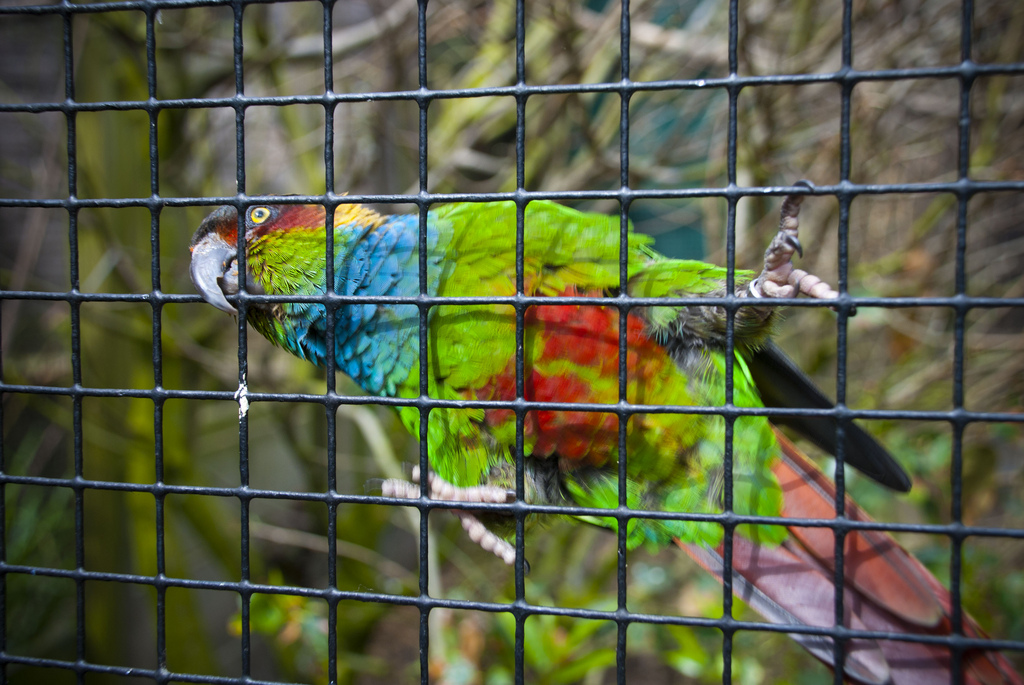
Pyrura modrobradý v kleci

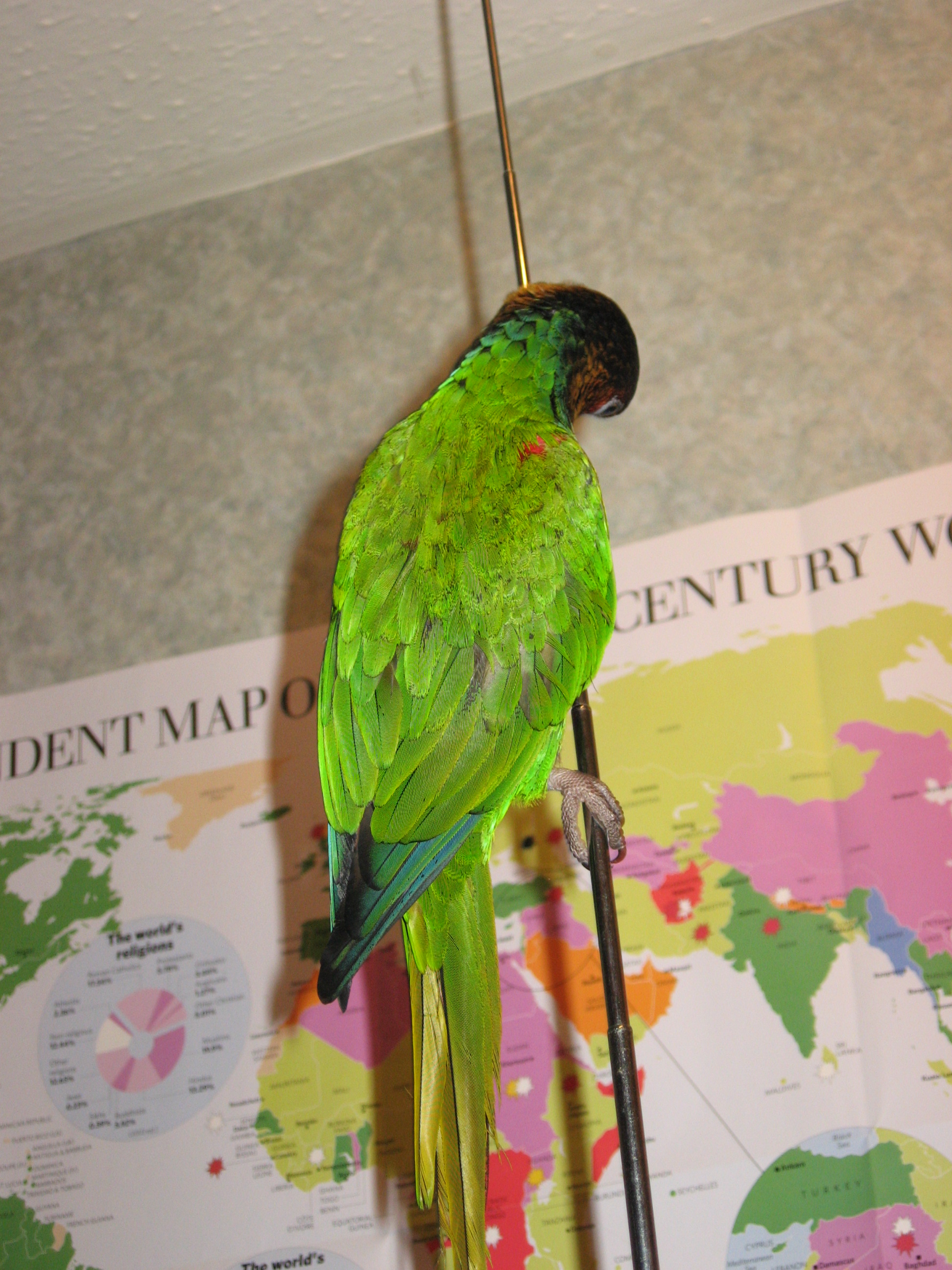
Pyrura modrobradý zezadu

Pyrura modrobradý se vyskytuje ve východní Brazílii, a to ve státech Bahia, Espírito Santo, Minas Gerais a Rio de Janeiro. Nyní je jeho výskyt velice roztroušen a často se vyskytuje pouze v přírodních rezervacích. Žije ve vlhkých lesích do nadmořské výšky 960 metrů.

## Popis
Pyrura modrobradý je vysoký 30 cm a váží 90 g. Je to pestře zbarvený papoušek. Převážně je zelený, zelená jsou křídla, tváře, záda, stehna a prostor nad břichem. Jinak je temeno hlavy černé, prostor pod okem červený, hruď světle modrá, břicho a přední část ocasu červené, prostor za hlavou žlutooranžový, konce křídel modré, zadní část ocasu zelenožlutá. Zobák je celý černý, běháky tmavě šedé, oko černé se světle žlutou duhovkou a černý či bílý oční kroužek. Mezi samicí a samcem neexistuje žádný pohlavní dimorfismus, k určení pohlaví jsou tedy potřeba testy DNA nebo endoskopie.

## Rozmnožování
Pyrura modrobradý hnízdí v dutinách stromů, kam naklade čtyři až sedm vajec. Samice sedí na vejcích 22 dní, dokud se nevylíhnou mláďata. Ta vylétávají po pěti týdnech od vylíhnutí.

## Potrava
Pyrurové modrobradí se živí různými semeny a ovocem z konopovitého stromu Trema micrantha nebo cekropie. 

## Ohrožení
Dle červeného seznamu IUCN je pyrura modrobradý klasifikován jako ohrožený taxon. Za jeho ohrožení může převážně odlesňování, ale i převoz na trhy s papoušky. Počet papoušků žijících ve volné přírodě bývá odhadován mezi 4 944 až 42 230 jedinci.

## Galerie

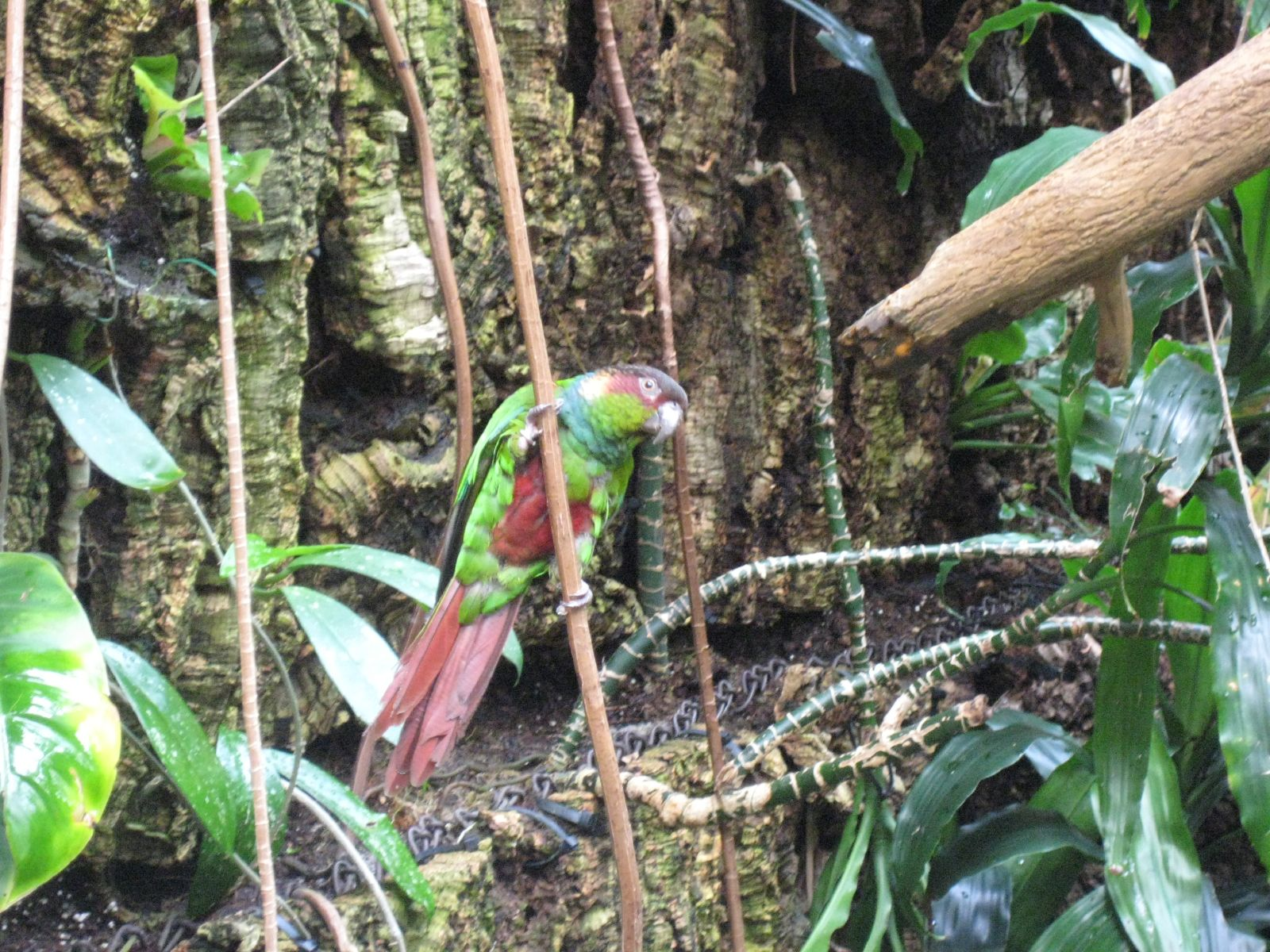
Pyrura modrobradý v zoologické zahradě
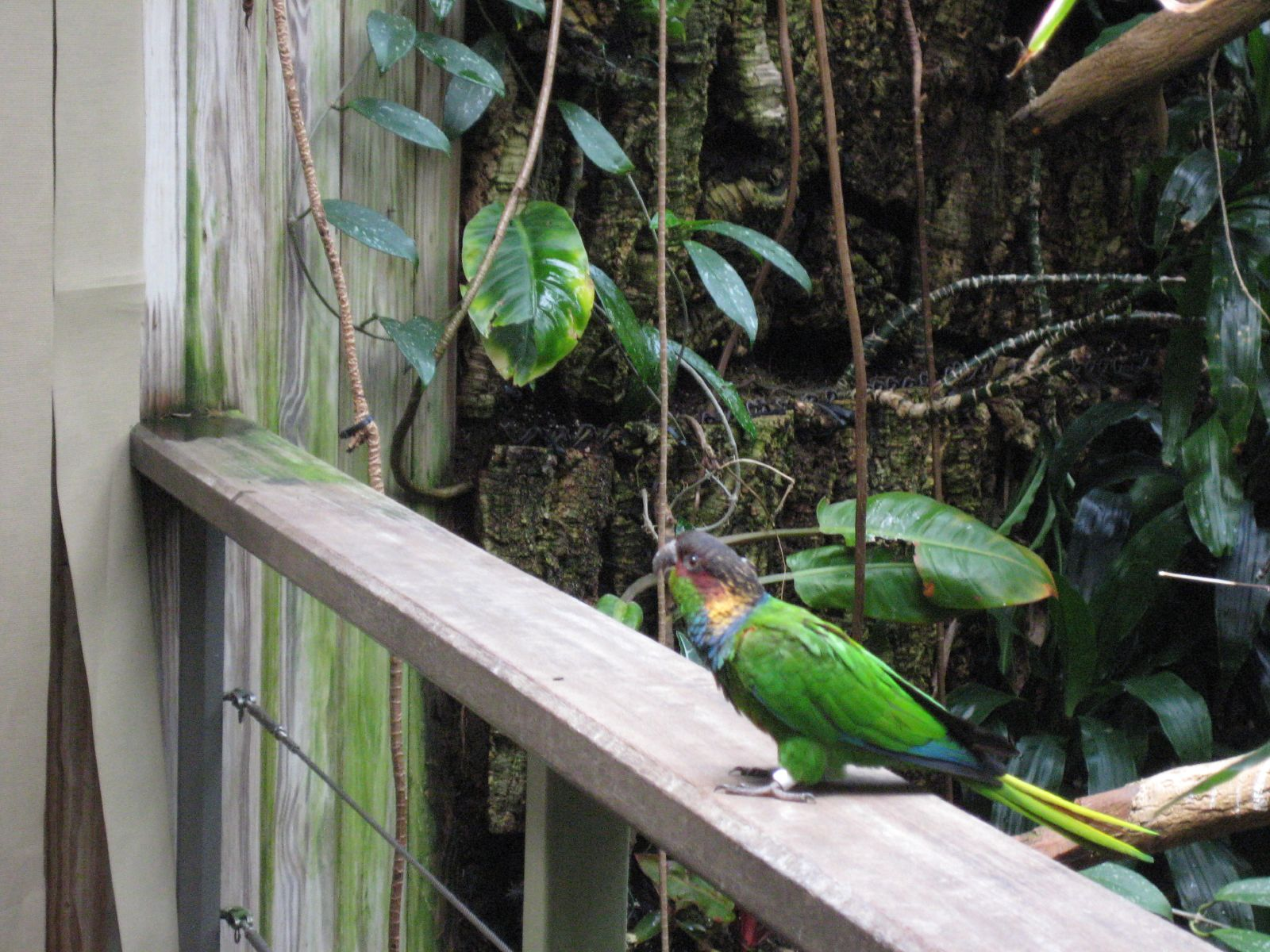
Pyrura modrobradý v zoologické zahradě
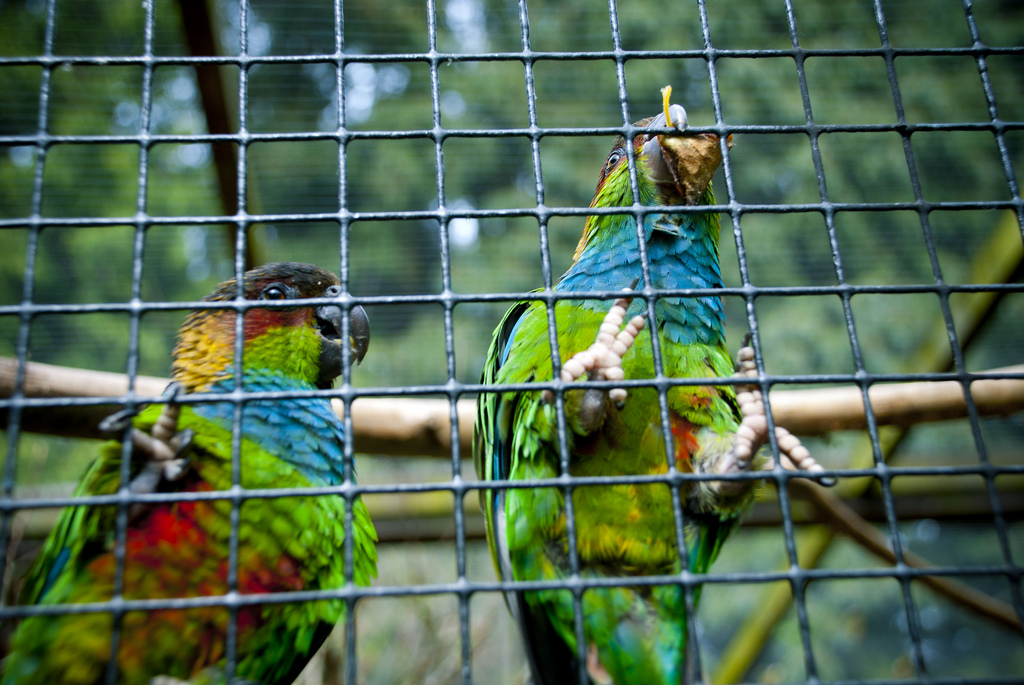
Pár pyrurů modrobradých v zajetí
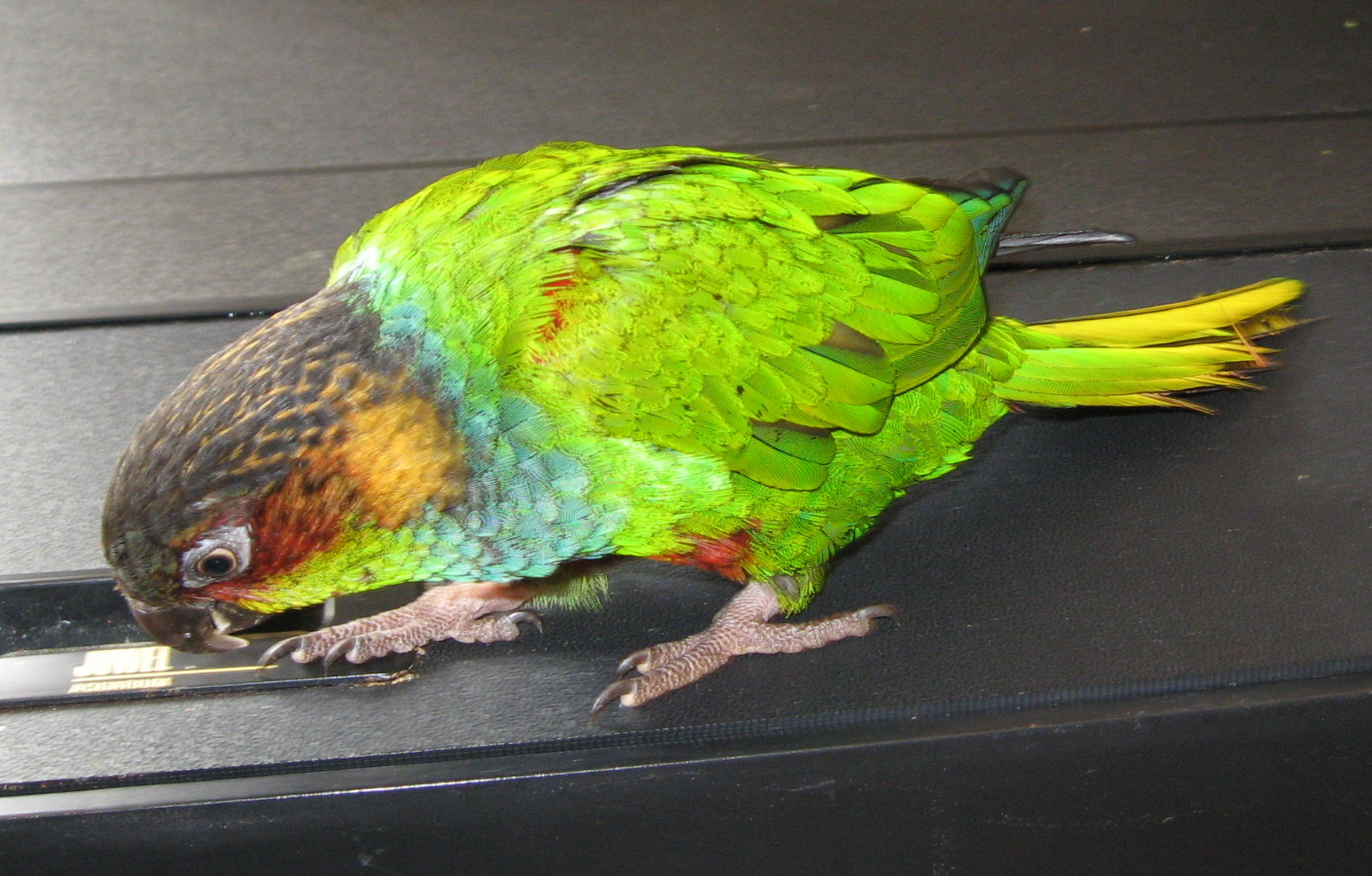
Pyrura modrobradý v domácím prostředí
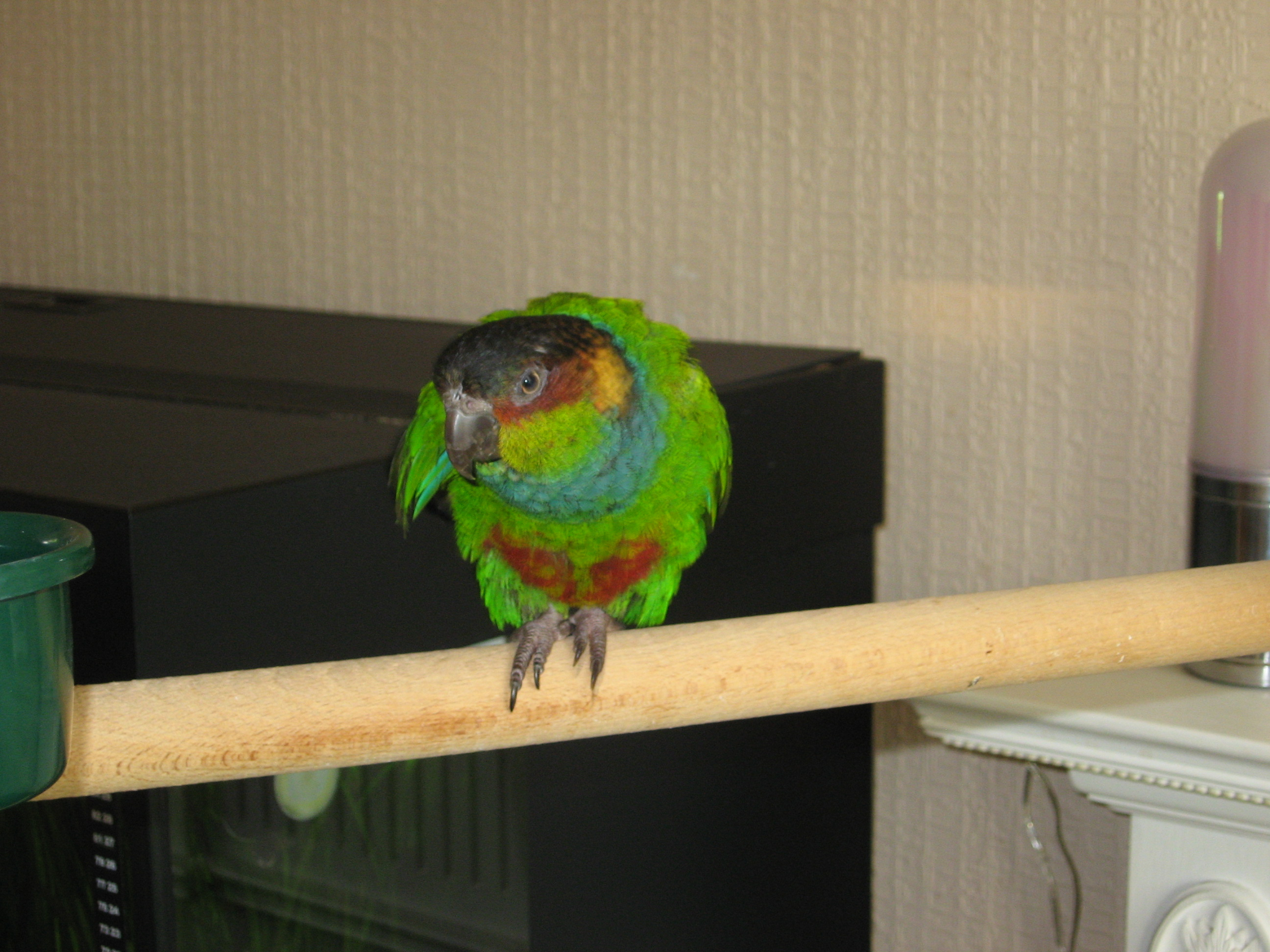
Pyrura modrobradý na bidle
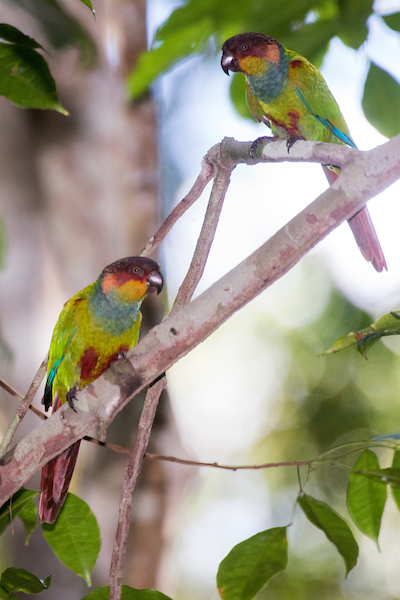
Pyrura modrobradý ve volné přírodě
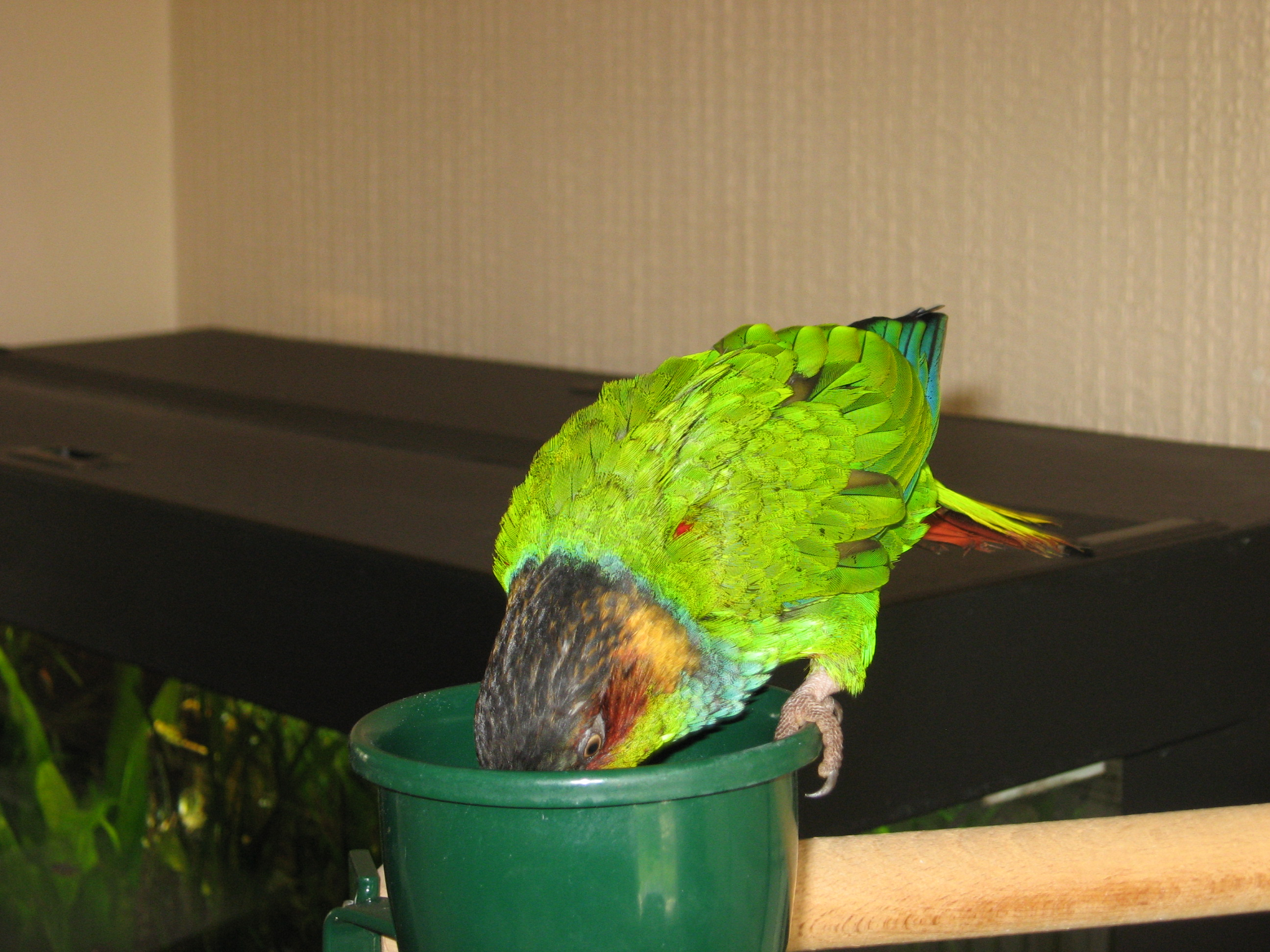
Pyrura při krmení
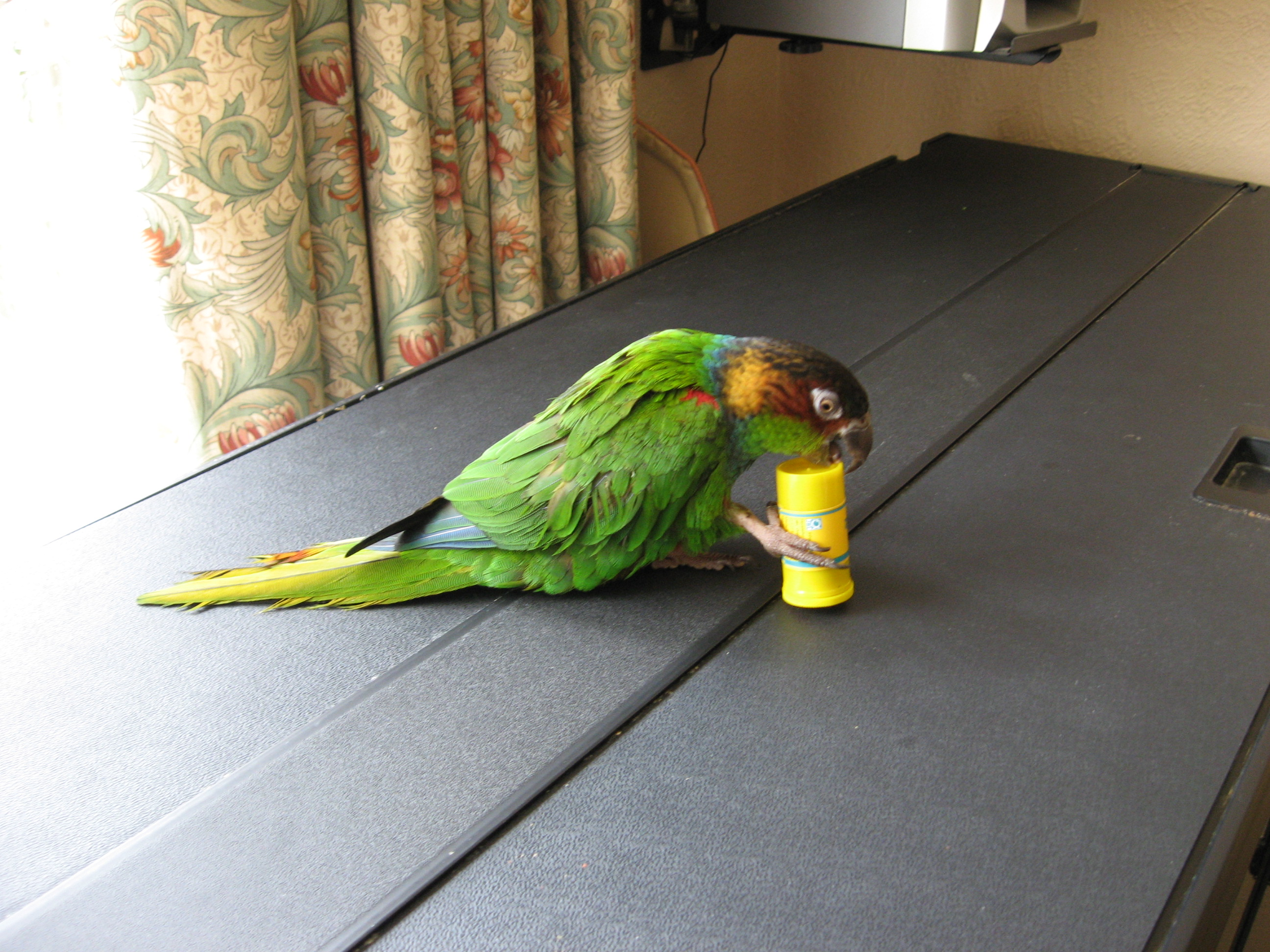
Pyrura modrobradý s hračkou
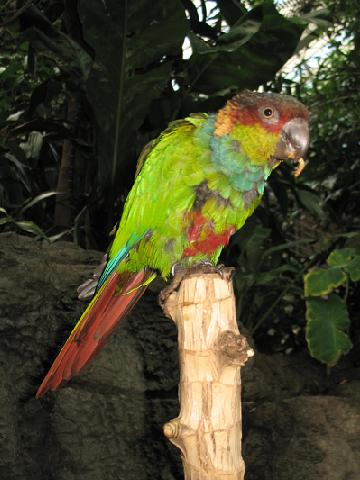
Pyrura modrobradý